# Apistops
Apistops is een monotypisch geslacht van straalvinnige vissen uit de familie van schorpioenvissen (Apistidae).

## Soort
- Apistops caloundra (De Vis, 1886)